# Psammétique II
Pour les articles homonymes, voir Psammétique.
Psammétique II est un pharaon de la XXVIe dynastie, régnant de 595 à 589 avant l'ère commune. C'est le fils de Nékao II et le père d'Apriès. Il s'engage dans une expédition en Nubie puis en Asie.

## Généalogie
Psammétique est le fils de son prédécesseur Nékao II. Le nom de sa mère n'est pas connu avec certitude mais il est possible qu'il s'agisse de Khédebneithirbinet Ire. 
Psammétique épouse une noble dame d'Athribis, nommée Takhout, avec laquelle il conçoit au moins deux enfants dont une fille Ânkhnesnéferibrê qu'il fait adopter par la divine adoratrice d'Amon pour lui succéder, et un fils héritier Apriès qui montera sur le trône à sa suite.

## Règne
Psammétique II monte sur le trône d'Horus à la mort de son père Nékao II et fait preuve d'une grande énergie durant son court règne. Psammétique II poursuit la politique étrangère de son père, développant encore davantage la présence des mercenaires grecs et cariens dans l'armée, passant des alliances avec ses voisins afin de contrer la puissance de l'empire babylonien sur l'ensemble de la région. 
Hérodote le nomme Psammis et lui donne six années de règne. L'auteur grec rapporte que sous son règne une ambassade des éléens s'est rendue en Égypte. Il précise également que le roi organisa une expédition militaire contre les Éthiopiens.

### Campagne en Nubie

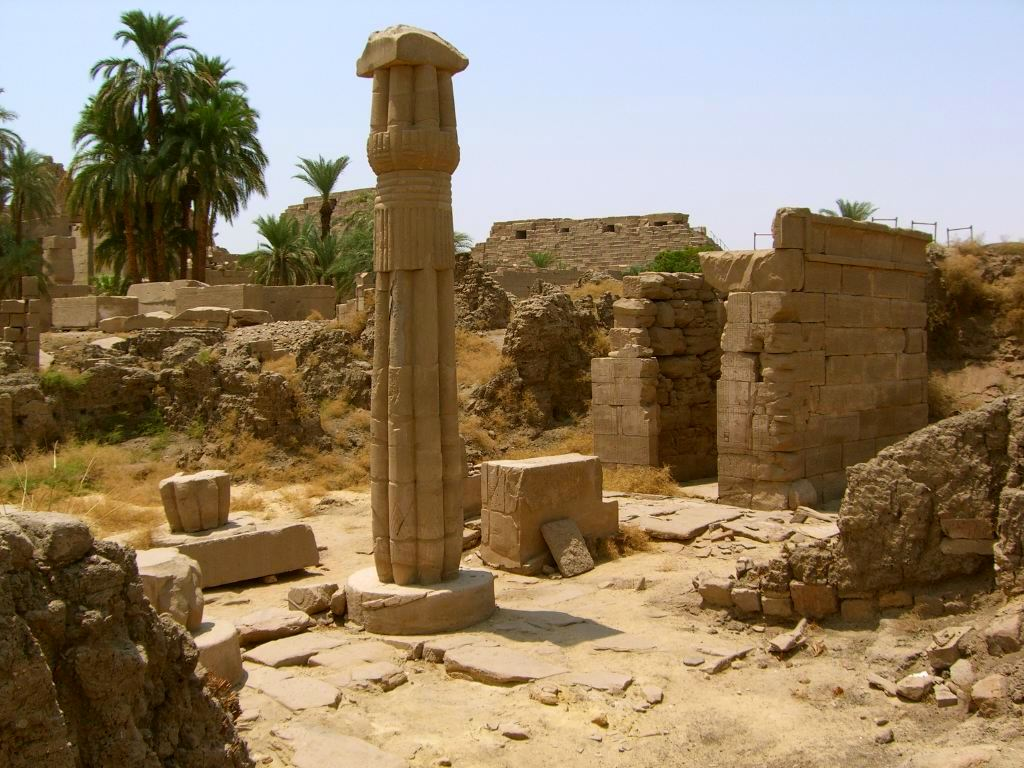
Chapelle d'Ânkhnesnéferibrê fille de Psammétique II à Karnak.

Les descendants des pharaons de la XXVe dynastie conservaient une certaine influence en Thébaïde, notamment en raison du culte d'Amon dont une partie du clergé de Karnak s'était réfugié dans le temple du dieu au pied du Gebel Barkal, la montagne sainte de Napata, à la suite de l'invasion assyrienne quelques générations plus tôt. Anlamani, puis après lui Aspelta, les souverains de Napata indépendants de l'Égypte, avaient restauré la puissance du royaume nubien et cherchaient probablement à regagner leur emprise sur la Basse-Nubie, notamment sur les mines d'or du désert oriental menaçant ainsi continuellement la frontière sud du royaume égyptien.
Psammétique déjà en lutte au Proche-Orient devait donc assurer ses arrières. Sa réaction est immédiate et il fait convoyer ses troupes vers le sud du pays par le Nil. Elles dépassent la frontière des deux pays située traditionnellement à Éléphantine et s'enfoncent en territoire ennemi et se dirigent alors vers la capitale nubienne, détruisent en chemin les principales villes saintes du pays comme Kaoua, et rencontrent les troupes nubiennes qui subissent une cuisante défaite à Pnoubs. Puis elles mettent le siège devant Napata et la capitale du royaume de Koush tombe, est mise à sac et tous ses trésors pillés, rapportés en Égypte. 
La destruction des statues royales des pharaons noirs de la XXVe dynastie date de cette période et une campagne de damnatio memoriae est orchestrée à travers tout le pays ainsi qu'en territoire koushite. Ces derniers se replient alors sur Méroé qui deviendra le nouveau centre de leur royaume.

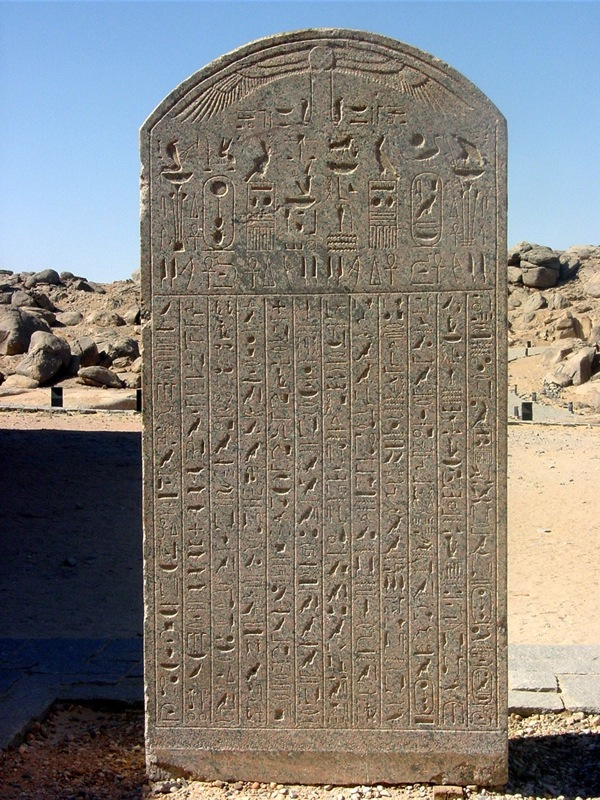
Stèle de la victoire de Psammétique II aujourd'hui exposée sur le site de Kalabchah au sud d'Assouan.

Plusieurs stèles relatant cette campagne sont connues et peuvent encore se voir sur certains sites. Une première a été trouvée à Shellâl près d'Assouan, une seconde dans le temple d'Amon-Rê de Karnak, une troisième fragmentaire à Tanis. Leurs rapports diffèrent les unes des autres et si les deux premières sont datées de l'an 3 de Psammétique, la dernière semble relater les débuts de l'expédition.
Ces indices suggèrent que la campagne s'est étalée dans le temps et que Pharaon a en effet participé à la guerre personnellement au moins à deux reprises. Il semble que cependant le roi se soit arrêté dans un premier temps à Éléphantine et ait laissé le commandement des troupes à son général Potasimto, secondé par les généraux Ahmès, dirigeant les troupes terrestres, et Psammétique fils de Théoclès (ce Psammétique a très probablement été nommé par son père d'origine grecque en l'honneur de Psammétique Ier), dirigeant la flotte. Lors d'une razzia les troupes égyptiennes font plus de 4 200 prisonniers nubiens en une seule bataille. Ce chiffre est considérable pour l'époque. Enfin le fait qu'une coalition nubienne soit indiquée sur l'une des stèles semble démontrer que la résistance du royaume de Koush fut plus dure que la phraséologie victorieuse des égyptiens ne le laisse entendre,.
Quoi qu'il en soit Psammétique ne pousse pas son avantage au-delà, probablement en raison des risques que faisaient peser un enlisement du conflit alors même que ses positions en Orient étaient fragilisées. C'est au cours de cette campagne qu'un de ses jeunes officiers nommé Amasis se couvre de gloire, celui-là même qui détrônera son fils quelques décennies plus tard. En l'an 3 les troupes faisant halte au passage à Abou Simbel, un des généraux grecs de l'armée, Potasimto, laisse une inscription sur l'un des colosses de Ramsès II. Selon cette inscription le roi lui-même commandait l'expédition.
Vers -591, Psammétique se retire alors du royaume de Koush, mais les conséquences de son action réduisent à néant les ambitions des rois de Napata sur l'Égypte,.

### Campagne en Syrie-Palestine
Il semble que le roi ait organisé une expédition au Proche-Orient, mais elle devait plus s'apparenter à une démonstration de force qu'à une activité militaire. Les prêtres des grands sanctuaires égyptiens ont d'ailleurs participé à l'expédition munis de colliers de fleurs et d'offrandes, fait plutôt rare. C'est peut-être cette à cette occasion que le roi de Juda Sédécias et la cité phénicienne de Tyr se révoltèrent face au monarque néo-babylonien Nabuchodonosor II, qui n'agira qu'en 588 AEC, soit après la mort de Psammétique II.

### Activité constructrice

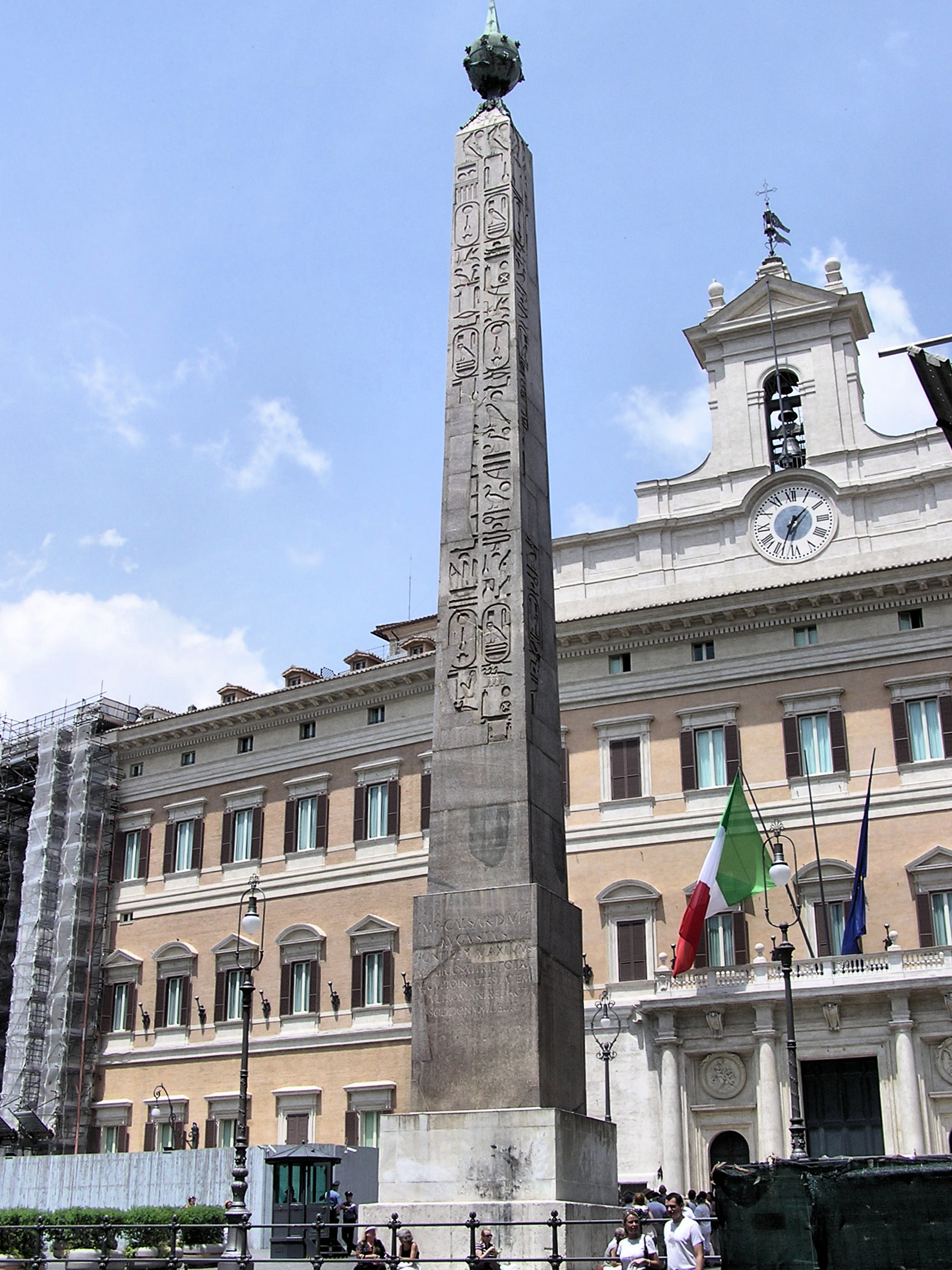
provenant d'Héliopolis - Rome.

Le programme architectural du roi démontre que son intention était bien d'égaler ses ancêtres. À Philæ, il fait bâtir un kiosque, et laisse des inscriptions relatant sa victoire sur les nubiens dans la région notamment dans les carrières d'Assouan. Il fait également restaurer le temple de Khnoum à Éléphantine. À Naga el-Mashayikh, près d'Abydos, il usurpe un naos que son père avait fait construire. Il agit également dans les oasis, notamment dans celle d'Ad-Dakhla, dans le temple de Thot à Amheida et le temple de Seth à Mut el-Kharab. Son intervention à Karnak est majoritairement une entreprise d'usurpation des constructions de la XXVe dynastie, notamment la chapelle d'Osiris construite par Taharqa près du lac sacré d'Amon. Il dresse des stèles commémoratives et continue l'édification du sanctuaire d'Amon-Kamoutef, temple qui jouxte l'enceinte de Mout au sud de Karnak. Cependant, la majorité de l'activité connue du règne à Karnak est l'œuvre de sa tante la divine adoratrice d'Amon Nitocris Ire.

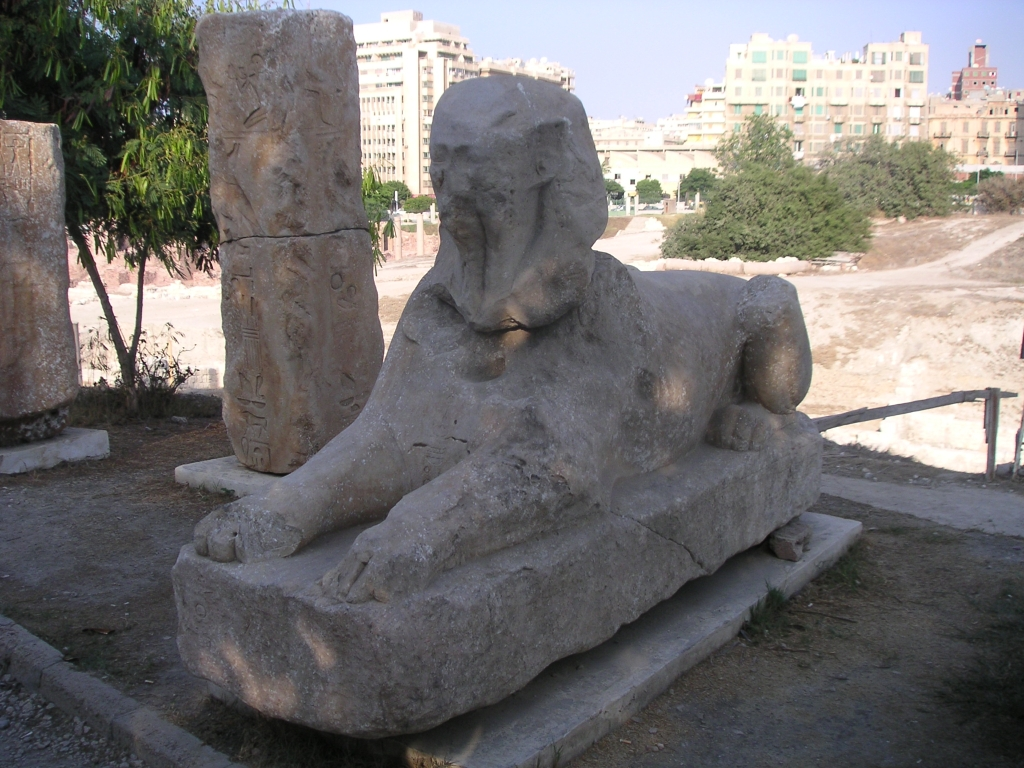
Sphinx de Psammétique II retrouvé dans le port d'Alexandrie.

À Héliopolis, il orne le grand temple de Rê de sphinx et y fait dresser un obélisque qui, faisant probablement partie d'une paire, porte la titulature développée du roi qualifié d'aimé des âmes d'Héliopolis. L'un de ces monolithes sera prélevé plus tard et emporté à Rome pour orner le temple d'Isis de la capitale impériale. Il est toujours à Rome où il a été retrouvé, restauré et désormais dressé sur la place du Monte Citorio. Quant aux sphinx, l'une de ces statues du dromos du temple du dieu Rê a été retrouvée récemment au large du fort Qait Bay d'Alexandrie par l'équipe de plongeurs égyptologues du Centre d'études alexandrines dirigée par Jean-Yves Empereur. Ce sphinx colossal y avait été déplacé en compagnie d'autres pièces provenant également d'Héliopolis au cours de la période ptolémaïque pour orner la nouvelle capitale du royaume lagide.
À Saïs, l'activité de Psammétique nous est connue grâce à une statue de Néferibrê-Néfer, un des dignitaires de la cour qui fut le précepteur des enfants royaux de Nékao II et vécut jusque sous le règne d'Apriès. Cette statue fragmentaire conservée au Musée du Caire fait état des commandes du roi pour la capitale du pays. Selon ce document le roi fait dresser des obélisques en granite au cœur du grand temple de Neith, fait refaire sa barque sacrée en bois recouverte d'or, restaure les chapelles du culte d'Osiris, démontrant que Psammétique n'avait pas négligé la grande déesse dynastique,.
À Athribis, il consacre un lieu de culte à son épouse qui s'y fera enterrer plus tard et usurpe des reliefs de Taharqa et un naos de son père Nékao II. À Bouto, des éléments d'une porte monumentale à son nom y ont été retrouvés et dont le linteau est orné de sa titulature complète. À Tanis, la stèle de la victoire suggère que le roi a également commandé des travaux au cœur du grand temple d'Amon de la cité. Il est également actif à Hermopolis Parva et Létopolis. À Memphis, il se contente d'usurper les éléments construits pendant la XXVe dynastie. Enfin, le roi est à l'origine d'une série de stèles de donations retrouvées à Memphis, Héliopolis, Mostaï, Saïs, Bouto, Pharbaethos et Bubastis.

### Décès et succession
Le roi n'a pas le temps de poursuivre plus loin ses ambitions mourant au bout d'un règne de six années vers 589 AEC probablement de maladie,. Il meurt le vingt-troisième jour du premier mois de l'inondation, date connue grâce à une inscription thébaine de sa fille la divine adoratrice d'Amon Ânkhnesnéferibrê. Son fils Ouahibrê (plus connu sous le nom hélénisé Apriès) monte alors sur le trône.

## Sépulture

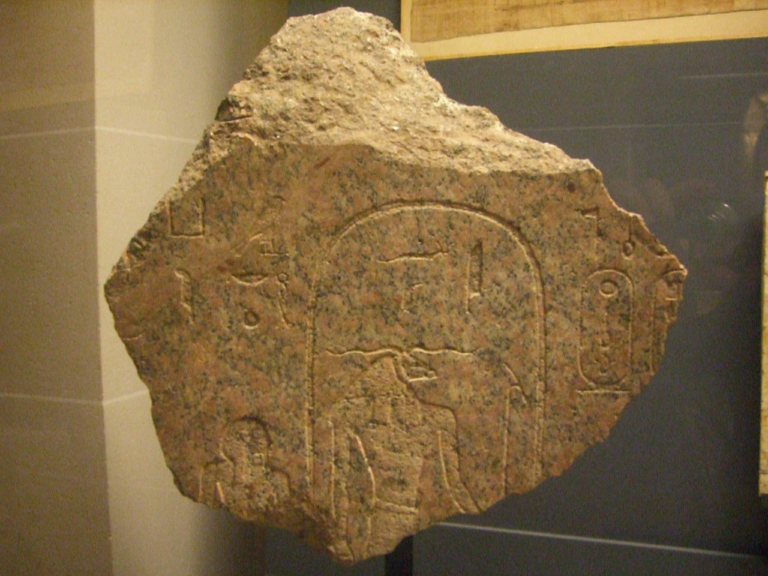
Fragment provenant du tombeau de Psammétique II - nécropole royale de Saïs - Musée du Louvre.

Le tombeau de Psammétique II était situé dans l'enceinte du grand temple de Neith à Saïs comme l'ensemble de ses ancêtres et successeurs de la dynastie. Il a probablement été pillé dès la première invasion perse, à la suite de la victoire de Cambyse à la fin de la XXVIe dynastie.
Un fragment du tombeau du pharaon, ou de son sarcophage externe, a été retrouvé sur le site et fait partie de la collection égyptienne du Musée du Louvre où il est exposé.